# Хмелецький
Хмеле́цький — українське та польське прізвище.

## Відомі носії
- Хмелецький Адам (? — 1652) — червоноруський шляхтич, козацький військовий та державний діяч, Паволоцький наказний полковник, наказний гетьман козацького війська.
- Хмелецький Віктор Іванович (1978—2014) — майор Збройних сил України, учасник російсько-української війни.
- Вітольд Хмелецький (*1966) — справжнє ім'я польського письменника-фантаста Фелікса Креса.
- Хмелецький Степан (?) — шляхтич, козацький військовий та державний діяч, Паволоцький полковник у 1651—1653 рр.
- Хмелецький Стефан (1595—1630) — червоноруський шляхтич, староста овруцький і таборовський, воєвода київський.